# Cryptochloris
Genre
Cryptochloris est un genre de mammifères connus sous le nom de taupes dorées.

## Liste des espèces
Ce genre de taupes dorées comprend les espèces suivantes :
- Cryptochloris wintoni (Broom, 1907)
- Cryptochloris zyli Shortridge et Carter, 1938